# Amplificador controlado por tensión

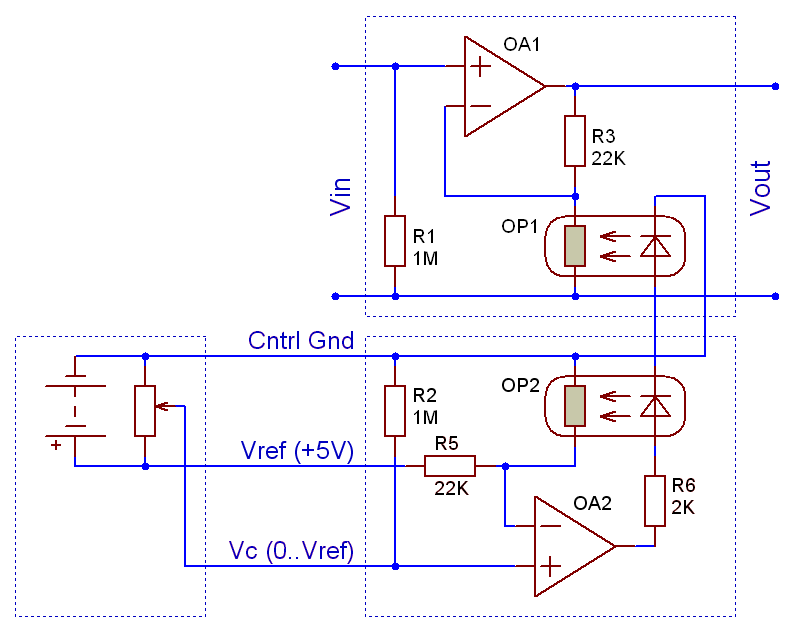
Ejemplo de montaje de un VCA.

El amplificador controlado por tensión o amplificador de ganancia variable, también conocido como VCA (del inglés Voltage Controlled Amplifier) es un dispositivo electrónico, más concretamente un amplificador operacional, cuya ganancia varia actuando sobre un voltaje de control.
Los VCAs tienen muchas aplicaciones, entre las que se incluyen la compresión de audio, los sintetizadores y la modulación de amplitud.
En las aplicaciones de audio, el control de ganancia logarítmica se utiliza para emular cómo el oído percibe el sonido.  El VCA DBX 202 de David E. Blackmer fue una de las primeras implementaciones exitosas de un VCA logarítmico.